# AeroLogic
 (septembre 2017).
AeroLogic est une compagnie aérienne allemande basée à Schkeuditz près de Leipzig. Il s'agit d'une coentreprise entre DHL Express et Lufthansa Cargo qui exploite des services de fret international et long-courrier programmés hors de ses hubs que sont l'aéroport de Leipzig/Halle et l'aéroport de Francfort.

## Histoire
La compagnie AeroLogic a été fondée par DHL Express et Lufthansa Cargo le 12 septembre 2007. Les vols ont débuté le 29 juin 2009, un mois après la livraison de son premier avion le 12 mai, un Boeing 777 Freighter, faisant d'AeroLogic la première compagnie allemande opérant ce type d'avion.

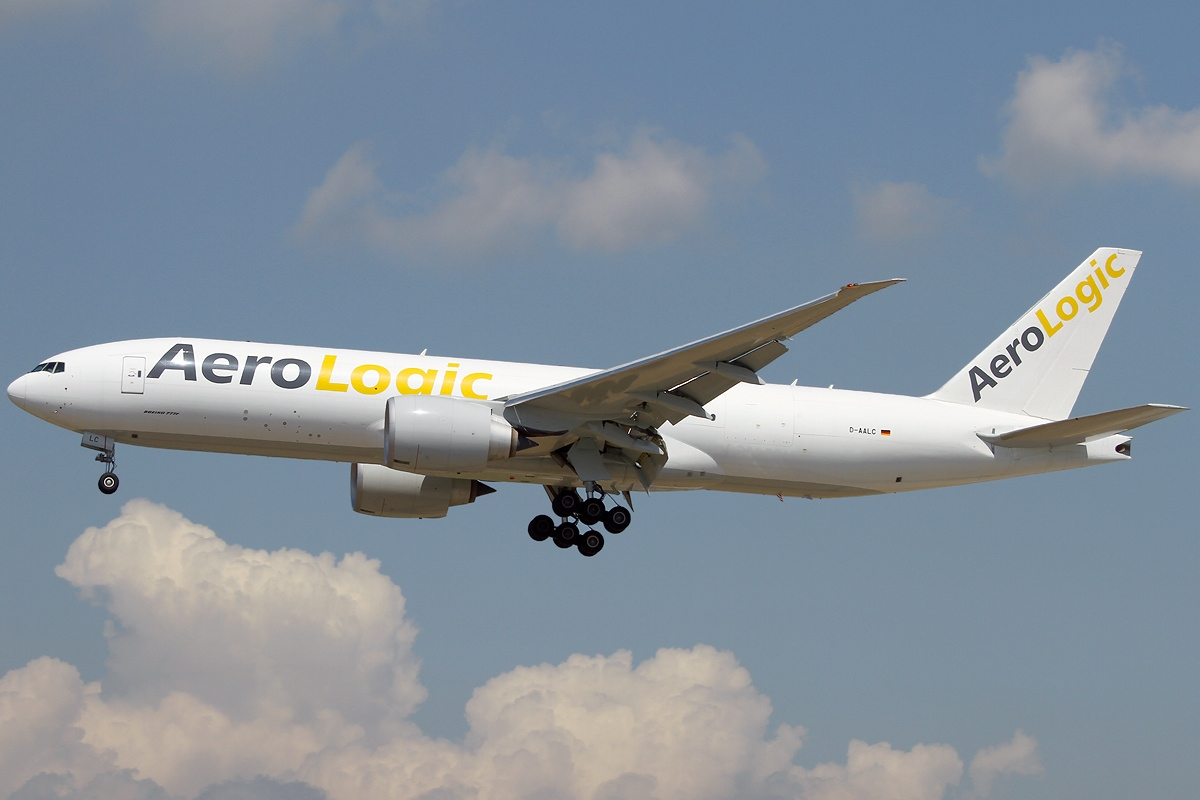
Un Boeing 777-FZN d'AeroLogic

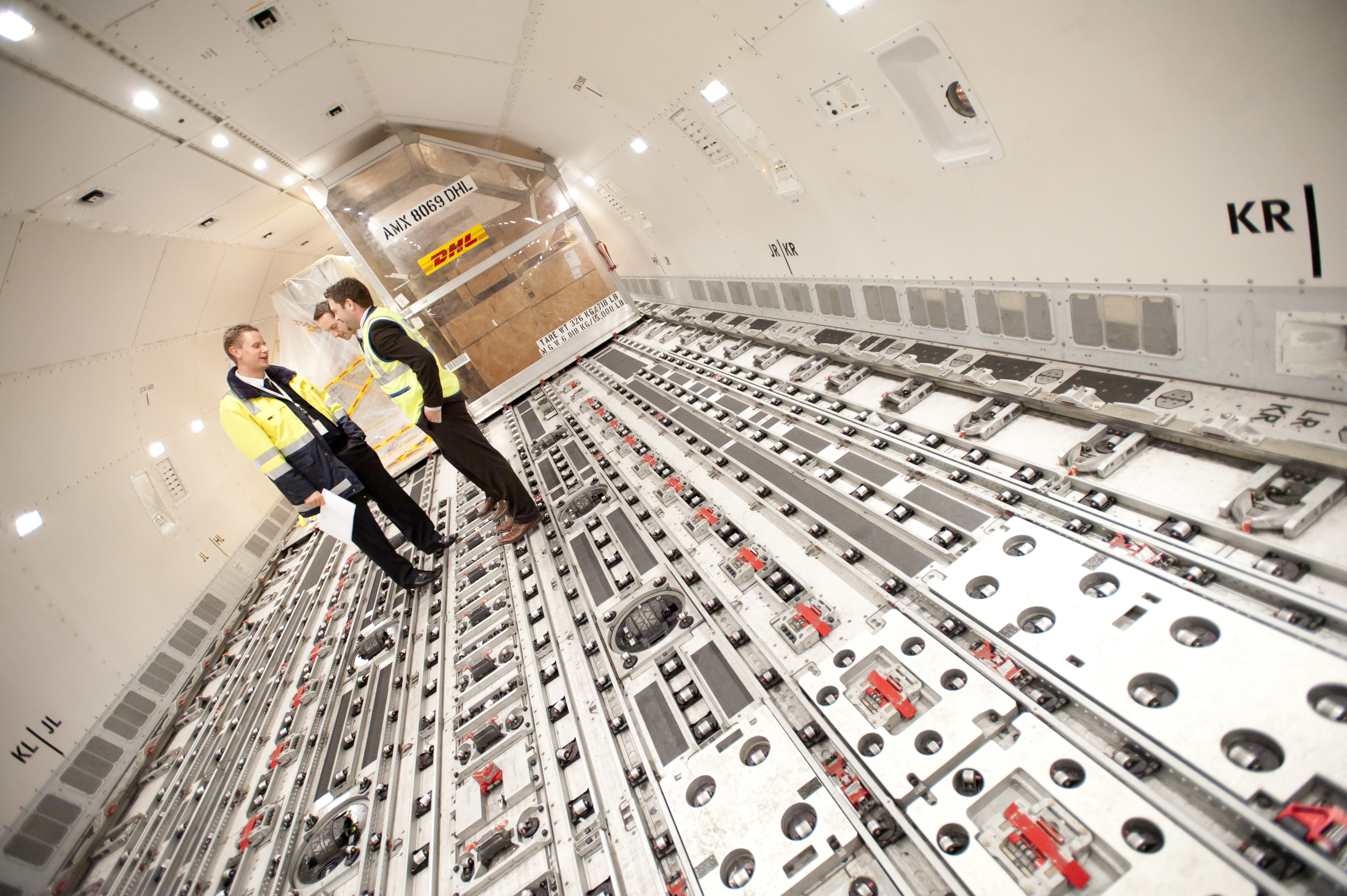
L'intérieur d'un avion cargo de la compagnie

## Destinations
Les opérations d'AeroLogic sont séparées en deux. Du lundi au vendredi, la compagnie assure des vols vers l'Asie, desservant le réseau de DHL. Le weekend, les vols sont principalement à destination des États-Unis pour le compte de Lufthansa Cargo.

## Flotte
La compagnie exploite la flotte suivante en avril 2025  :